# MTV Movie Awards 2008
O MTV Movie Awards 2008 foi a 17a edição do evento, exibido ao vivo no dia 1 de junho, no Gibson Amphitheatre, Universal City, California.

## Apresentador
- Mike Myers

## Performances musicais
- Coldplay (Viva la Vida)
- Pussycat Dolls ("When I Grow Up")
- Chris Brown (dança de abertura com a paródia de Mike Myers de Miley Cyrus)
- Adam Sandler (paródia de "Nobody Does It Better" de Carly Simon)

## Indicados e vencedores
Os vencedores de cada categoria estão em negrito.

### Melhor filme
- Transformers
- Superbad
- Juno
- National Treasure: Book of Secrets
- Pirates of the Caribbean: At World's End
- I Am Legend

### Melhor Ator
- Will Smith - I Am Legend
- Michael Cera - Juno
- Matt Damon - The Bourne Ultimatum
- Shia LaBeouf - Transformers
- Denzel Washington - American Gangster

### Melhor Atriz
- Elliot Page - Juno
- Amy Adams - Enchanted
- Jessica Biel - I Now Pronounce You Chuck and Larry
- Katherine Heigl - Knocked Up
- Keira Knightley - Pirates of the Caribbean: At World's End

### Melhor revelação
- Zac Efron - Hairspray
- Nikki Blonsky - Hairspray
- Megan Fox - Transformers
- Chris Brown - This Christmas
- Michael Cera - Superbad
- Jonah Hill - Superbad
- Christopher Mintz-Plasse - Superbad
- Seth Rogen - Knocked Up

### Melhor comediante
- Johnny Depp - Pirates of the Caribbean: At World's End
- Amy Adams - Enchanted
- Jonah Hill - Superbad
- Seth Rogen - Knocked Up
- Adam Sandler - I Now Pronounce You Chuck and Larry

### Melhor beijo
- Briana Evigan & Robert Hoffman - Step Up 2: The Streets
- Amy Adams & Patrick Dempsey - Enchanted
- Shia LaBeouf & Sarah Roemer - Disturbia
- Elliot Page & Michael Cera - Juno
- Daniel Radcliffe & Katie Leung - Harry Potter and the Order of the Phoenix

### Melhor vilão
- Johnny Depp - Sweeney Todd: The Demon Barber of Fleet Street
- Javier Bardem - No Country for Old Men
- Topher Grace - Spider-Man 3
- Angelina Jolie - Beowulf
- Denzel Washington - American Gangster

### Melhor cena de luta
- Sean Faris vs. Cam Gigandet - Never Back Down
- "Alien" vs. "Predator" - Aliens vs. Predator: Requiem
- Hayden Christensen vs. Jamie Bell - Jumper
- Matt Damon vs. Joey Ansah - The Bourne Ultimatum
- Tobey Maguire vs. James Franco - Spider-Man 3
- Chris Tucker & Jackie Chan vs. Sun Ming Ming - Rush Hour 3

### Melhor filme do verão
- Iron Man
- Indiana Jones and the Kingdom of the Crystal Skull
- The Chronicles of Narnia: Prince Caspian
- Sex and the City
- Speed Racer

### MTV Generation Award
- Adam Sandler